# Isoporostreptus drepanophorus
Isoporostreptus drepanophorus är en mångfotingart som först beskrevs av Carl Graf Attems 1950.  Isoporostreptus drepanophorus ingår i släktet Isoporostreptus och familjen Spirostreptidae. Inga underarter finns listade i Catalogue of Life.